# 上申書殺人事件
上申書殺人事件（じょうしんしょさつじんじけん）とは茨城県で発生した殺人事件である。「上申書事件」「茨城上申書殺人事件」とも称される。

## 概要
死刑判決を受けて上訴中だった元暴力団組長の被告人Gが、自分が関与した複数事件（殺人2件と死体遺棄1件）の上申書を提出。Gが「先生」と慕っていた不動産ブローカーXが3件の殺人事件の首謀者として告発された。Gに取材を続けていた雑誌『新潮45』が2005年に報ずると世間の耳目を集め、Xが関与した1つの殺人事件について刑事事件となった。
GはXと共同殺人ののちに、自分に不義理を働いた人物らに制裁を加えるため、共犯者1名と共謀の上1人の男性を川に突き落として水死させたのち、多数の共犯者と共謀の上別の1人の自宅を襲撃してその場にいた男女4人全員を監禁し、高濃度の覚醒剤を注射して女性1人を中毒死させ、部屋を放火して残り3人の殺害を企てた、水戸市男性殺害事件・宇都宮男女4人死傷事件の首謀者として上記の判決を受けていた。
Gが上申書で告発したきっかけは、Xが首謀した殺人事件の報酬を受け取る約束が、直前に別の刑事事件で逮捕・長期勾留されたことでXに反故にされたこと、世話を頼んだ舎弟が自殺した際に舎弟の財産がXの手により処分されたことであった。上申書の中ではXや舎弟（別事件の共犯らおよび自殺した人物）だけでなく、Xと関わりのある会社経営者や死亡者の家族らもX同様逮捕を免れた共犯として名前が挙がっていた。

## 上申書の事件
石岡市焼却事件
1999年11月中旬にXが金銭トラブルを巡ってネクタイで男性の首を絞めて殺害し、茨城県石岡市のとある会社まで運び、敷地内の焼却場で、Xが新聞紙を丸めて火を付け廃材と一緒に焼いた。
被害男性は推定60歳代だが名字しかわからなかった。遺体が焼かれて残っていないだけでなく、身元確認も困難な状況となった。
この事件でXは億単位の金を入手した。
北茨城市生き埋め事件
1999年11月下旬にXが埼玉県大宮市（現さいたま市）の資産家男性（当時70代）を水戸市の駐車場で拉致して北茨城市のXの所有地まで運んで穴を掘り、穴の中に入れて生き埋めにして殺害した。男性の土地はX名義にされたのちに売却された。
被害男性は特定されており、男性の住民票移動や土地登記の移動も上申書の通り裏付けられた。
しかし、X所有の土地で遺体が見つからなかった（Xが証拠隠滅のために、遺体を掘り起こして別の土地に移したという情報がある）。被害男性は身寄りがなく、DNA鑑定しても本人確認は困難であった。
この事件でXは約7000万円を入手した。
日立市ウォッカ事件
Xは、2000年7月中旬から借金を抱えていた茨城県阿見町のカーテン店経営者（当時67歳）を日立市内の事務所等で軟禁状態に置き、糖尿病と肝硬変を患っていた被害者の体調悪化を狙い1か月の間に大量の酒を与え、2000年8月中旬にXの自宅で高アルコール濃度のウォッカを無理やり飲ませて病死に見せかけて殺害し、遺体を七会村（現城里町）下赤沢の山中の林道に運んで遺棄した事件である。8月15日に遺体が発見された。当初は警察が「事件性無し」として処理した結果、残された家族は生保会社2社から約1億円の生命保険金を手にしたが、大部分の保険金はXたちによって山分けされた。

## 刑事裁判
告発されていた3つの殺人事件の内、日立市ウォッカ事件が保険金殺人として刑事裁判となった。
裁判の結果、首謀者であるXは無期懲役、死亡現場に立ち会いXと殺人の共謀をしていたGは懲役20年（宇都宮市の事件で死刑確定）、従犯だった舎弟4人は不起訴(生存した3人は別事件で12年 - 無期の懲役)、保険金殺人の依頼をした死亡者家族3人に懲役13 - 15年が言い渡された。死亡保険金が振り込まれた口座を不正開設した詐欺罪で死亡者家族2人が懲役1年・執行猶予3年となった。
事件捜査中の2006年12月31日に、殺人事件の依頼を仲介したとされる工務店経営者（当時52歳）が交通事故死している。

## 関連書籍
- 新潮45編集部編『凶悪 -ある死刑囚の告発-』（新潮文庫）